# روبرت برازيل
روبرت لورنزو برازيل جونيور (من مواليد 7 فبراير 1953 في موبايل ) هو لاعب كرة قدم أمريكية محترف أمريكي الجنسية. لعب برازيل الملقب بـ دكتور دوم في الفترة من 1975 إلى 1984 لصالح فريق هيوستن أويلرز وانتخب في قاعة مشاهير كرة القدم للمحترفين في عام 2018.

## حياة مهنية

### جامعة
برازيل يحضر جامعة ولاية جاكسون. و كان يلعب في نفس الوقت مع فريق المدرسة النمور .